# روفنان
روفنان، روستایی در دهستان بنت بخش بنت شهرستان نیک‌شهر در استان سیستان و بلوچستان ایران است.

## جمعیت
بر پایه سرشماری عمومی نفوس و مسکن در سال ۱۳۹۵، جمعیت این روستا برابر با ۶۴۷ نفر (۱۷۷ خانوار) بوده است.